# Розвадза
Розвадза (пол. Rozwadza, нім. Annengrund) — село в Польщі, у гміні Здзешовиці Крапковицького повіту Опольського воєводства.
Населення — 1016 осіб (2011).

## Демографія
Демографічна структура станом на 31 березня 2011 року:
|          | Загалом | Допрацездатний вік | Працездатний вік | Постпрацездатний вік |
| -------- | ------- | ------------------ | ---------------- | -------------------- |
| Чоловіки | 491     | 68                 | 343              | 80                   |
| Жінки    | 525     | 86                 | 323              | 116                  |
| Разом    | 1016    | 154                | 666              | 196                  |